# Maximilien Globensky
Maximilien Globensky, né le 15 avril 1793, mort le 16 juin 1866, est un militaire au Bas-Canada. Il est connu pour le rôle qui joua au sein du camp britannique lors de la guerre anglo-américaine de 1812, et du côté des loyalistes lors de la Rébellion des Patriotes.
Né à Verchères, au Bas-Canada, Maximilien Globensky était le septième enfant de August Franz (ou Auguste-France) Globensky, un chirurgien né en Prusse, d'origine polonaise, ayant servi avec des mercenaires de Hesse et s'étant installé au Bas-Canada après que son détachement ait combattu aux côtés des Britanniques lors de la guerre d'indépendance américaine. Maximilien Globensky s'était enrôlé dans les Voltigeurs canadiens pendant la guerre de 1812 et a participé aux batailles de  Châteauguay, du moulin de Lacolle et d'Ormstown. Sa mère s'appelait Françoise Brousseau.
Après la guerre, Maximilien Globensky a été promu premier lieutenant et il est resté dans la milice. Lorsque la Rébellion des Patriotes a éclaté, Globensky a été invité par ses supérieurs à recruter 60 volontaires, puis a reçu le commandement du groupe. Le 14 décembre 1837, la compagnie de Globensky bloqua la retraite des rebelles patriotes fuyant les troupes britanniques à Saint-Eustache. Le lendemain, il a reçu l'ordre d'occuper la ville et de maintenir l'ordre. Ses hommes ont ensuite été accusés d'avoir commis des représailles criminelles sur la population civile de Saint-Eustache, récit contesté dans un livre de 1883 publié par son fils Charles-Auguste-Maximilien Globensky. De 1861 à son décès en 1866, il vécut avec son fils et la famille de celui-ci dans le manoir Globensky.
Globensky s'est marié deux fois: d'abord avec Élisabeth Lemaire Saint-Germain, puis avec Marie-Anne Panet en 1851. Il est décédé à Saint-Eustache, dans le manoir de son fils, à l'âge de 73 ans.

## Note
- (en) Cet article est partiellement ou en totalité issu de l’article de Wikipédia en anglais intitulé « Maximilien Globensky » (voir la liste des auteurs).